# Hamr (Val)

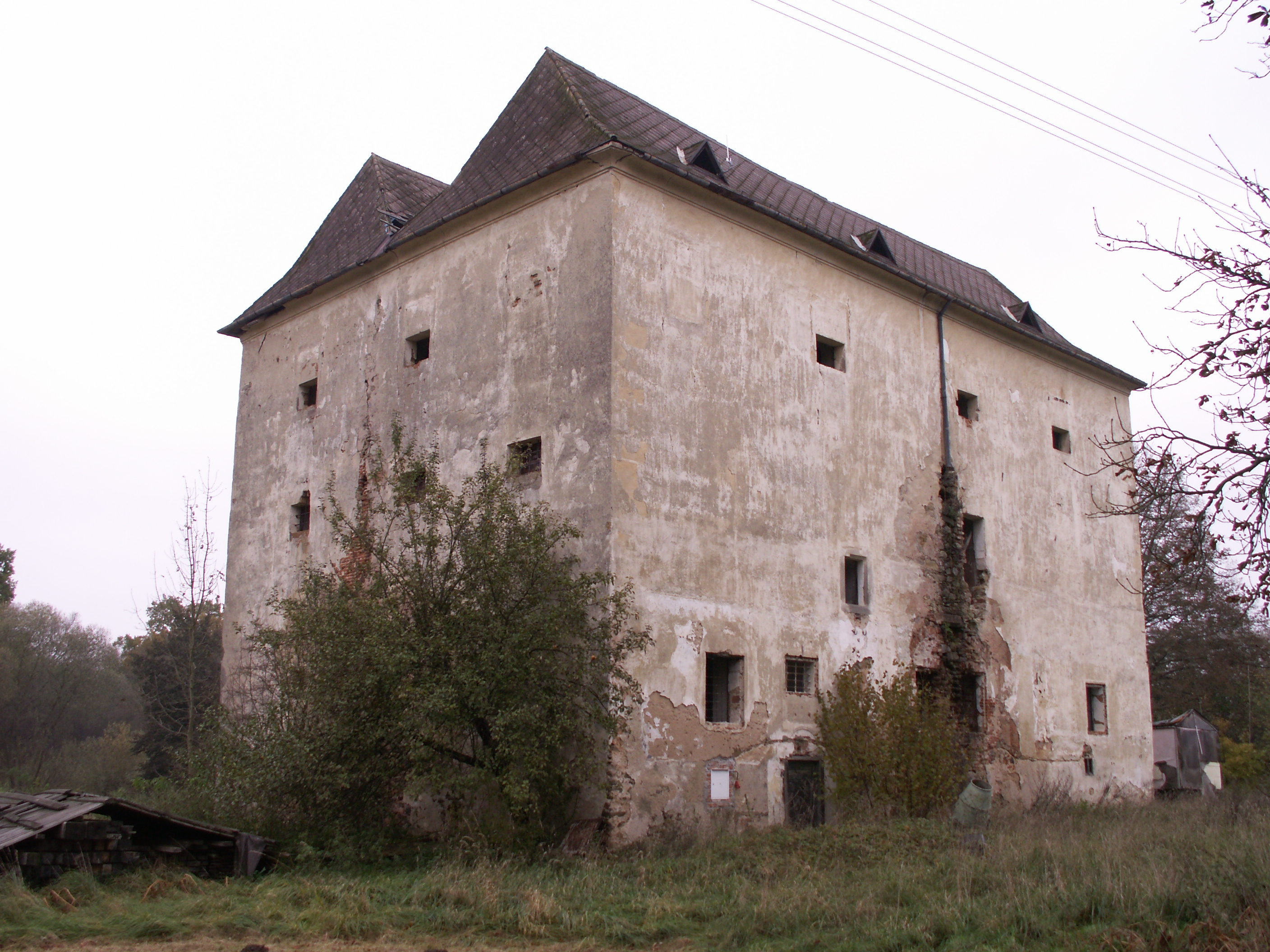
Burg Hammer

Hamr (deutsch Hammer, früher Hammer auf der Insel) ist ein Ortsteil der Gemeinde Val in Tschechien. Er liegt sechs Kilometer südöstlich von Veselí nad Lužnicí in Südböhmen und gehört zum Okres Tábor. Hamr bildet zugleich einen Katastralbezirk, der den Namen Hamr nad Nežárkou führt.

## Geographie
Hamr befindet sich am linken Ufer der Nežárka gegenüber den Einmündungen der Bäche Plešský potok und Vřesenský potok in der Teichlandschaft des Wittingauer Beckens. Gegen Norden und Nordosten erstrecken sich die Teiche Přední Sax, Hluboký Sax, Hluboký u Hamru, Smíchov I, Smíchov II und Odměrna; südwestlich der Vlkovský rybník, im Westen der Šípov und nordwestlich der Hladov. Im Süden erhebt sich die Travná cesta (435 m), westlich der U Výra (426 m) und im Nordwesten die Kozina (434 m) und der Šibeniční vrch (446 m).
Nachbarorte sind Drahov im Norden, Vřesná, Baldinka, Kostroun, Ovčín und Nítovice im Nordosten, V Drápale, Řehořinky und Cikar im Osten, Metel, Evženovo Údolí, Pávek und Albrechtice im Südosten, Vyšné und Val im Süden, Bašta, U Nohavů, Vlkov und Hlavičky im Westen sowie Dehetník, Mlýn Křkavec, Veselí nad Lužnicí und Mezímostí nad Nežárkou im Nordwesten.

## Geschichte
Die Ansiedlung Ostrov entstand wahrscheinlich zusammen mit Val, Vlkov und dem Hof Dehetník im 13. Jahrhundert im Zuge der Besiedlung der Urwälder an der Lainsitz und Nežárka. Ihr ursprünglicher Name leitet sich von ihrer Insellage zwischen der Nežárka, Sümpfen und drei Fischteichen her. Die erste schriftliche Erwähnung von Ostrov erfolgte im Jahre 1395. Nachdem im Jahre 1420 die aus Tábor und Südmähren vertriebenen Pikarden (Adamiten) unter Führung ihres fanatischen Predigers und Schmiedes Adam Rohan Ostrov und die umliegenden Wälder besetzt hatten und von dort Raub- und Mordzüge in die umliegenden Gebiete unternahmen, versuchte der Besitzer der Feste Ostrov, Hans Schorz von Wall (Hanuš Šorc z Valu) vergeblich das Lager gewaltsam aufzulösen. Schorz fiel dabei in die Hände der Adamiten, wurde getötet und seine Leiche in die Nežárka geworfen. Im Jahre 1421 unternahm Jan Žižka mit Unterstützung durch Ulrich von Neuhaus eine Strafexpedition gegen die Pikarden und nahm dabei auch die vom Hauptmann Božek Klatovsky verteidigte Feste Ostrov ein. Die dabei gefangenen 40 Adamiten ließ er hinrichten, den Überlieferungen nach soll lediglich ein Priester als Gefangener fortgeführt worden sein, um ihm exemplarisch den Prozess zu machen. In späteren verklärten Darstellungen des Geschehens wird berichtet, dass die Adamiten angeblich den Kampf gegen Žižka im Adamskostüm bestritten hätten.
Später verkauften die Herren von Wall das Gut Ostrov an die Herren von Sobětice, die neben der Feste einen Hof und einen Eisenhammer an der Nežárka anlegen ließen. Zu Beginn des 16. Jahrhunderts erwarb Bohuslav von Val und Úsuší das Gut Ostrov und vereinte es wieder mit Wall. 1525 ließ er in Ostrov eine neue Feste erbauen und verlegte seinen Sitz von Wall nach Ostrov. In der nachfolgenden Zeit wuchs die Ansiedlung Ostrov zu einem Dorf an, das nach dem Eisenhammer als Hammer auf der Insel bezeichnet wurde. Albrecht Valovský von Úsuší ließ in der zweiten Hälfte des 16. Jahrhunderts anstelle der Feste Ostrov das Schloss Hammer auf der Insel errichten und vereinte beide Güter zu einem Gut Hammer und Wall. Im Jahre 1581 ließ er auf einer felsigen Kuppe jenseits des Teiches Kladen die Kirche der hl. Dreifaltigkeit als Filiale der Pfarrei Veselí errichten und bestimmte diese zu seiner Grablege. Der Eisenhammer erlosch wahrscheinlich während des Dreißigjährigen Krieges, an seiner Stelle wurde 1644 erstmals die Neue Mühle erwähnt. Im selben Jahre entstand im Schlossgarten eine Brauerei. Im Jahre 1696 erwarb der k.k. Rittmeister Leopold Freiherr von Gerard das Gut. Von ihm kaufte 1714 Wenzel Ritter von Goltz-Goltz den Besitz. Dieser ließ die Kirche 1724 zur Pfarrkirche erheben. Nach dem Tode von Anton Wenzel Ritter von Goltz-Goltz verkauften dessen Pupillen das Gut Hammer und Wall 1729 an Eleonora Amalie zu Schwarzenberg, die es zwei Jahre später ihrem Mann Adam Franz zu Schwarzenberg überließ, der es an seine Herrschaft Wittingau anschloss. 1732 brannte die Brauerei nieder, an einem Wiederaufbau hatten die Fürsten zu Schwarzenberg kein Interesse. Erste Versuche zur Nutzung der Nežárka für die Flößerei erfolgten 1747 unterhalb des Mühlenwehrs. Nach der Trockenlegung des Teiches Kladen wuchs das Dorf mit der um die Kirche entstandenen kleinen Ansiedlung zu einer Einheit zusammen.
Im Jahre 1840 umfasste das Gut Hammer und Wall die Dörfer Hammer, Wall und Wlkow. Das Dorf Hammer bestand aus 26 Häusern mit 235 Einwohnern. Zu Hammer gehörten die Pfarrkirche, die Pfarrei, die Schule, eine Mühle mit Brettsäge sowie die aus zwei Häusern bestehende Einöde Luschnitz. Hammer war Pfarrort für Wall und Wlkow einschließlich der zugehörigen Einöden. Die reguläre Flößerei auf der Nežárka wurde 1842 aufgenommen, dabei war mit dem Müller zu den Flößzeiten die Öffnung des Mühlenwehres vereinbart. Das Gasthaus U Koloušků wurde dabei zur Einkehrstätte der Flößer. Im Jahre 1850 umfasste das Gut die Dörfer Hamr (236 Einwohner), Val (225 Einwohner), Višné (56 Einwohner), Albrechtice (27 Einwohner), Dehetník (16 Einwohner) und Vlkov (259 Einwohner). Bis zur Mitte des 19. Jahrhunderts blieb das Dorf immer dem Gut Hammer und Wall untertänig.
Nach der Aufhebung der Patrimonialherrschaften bildete Hamr/Hammer ab 1850 einen Ortsteil der Gemeinde Vlkov in der Bezirkshauptmannschaft Třeboň/Wittingau und dem Gerichtsbezirk Veselí nad Lužnicí. Im Jahre 1863 hatte Hamr/Hammer 224 Einwohner. 1866 erfolgte der Bau einer 38 m langen und 4,20 m breiten Holzbrücke über die Nežárka. Eine weitere 18 m lange Brücke gleicher Breite führte über die Alte Nežárka. 1891 wurde ein neues Mühlenwehr in die Nežárka eingelegt. Bis 1880 bildete Hamr einen Ortsteil von Vlkov und wurde danach zur eigenständigen Gemeinde. Die Mühle wurde bis 1945 betrieben und das Wohnhaus 1959 an die Gemeinde verkauft. Nach der Aufhebung des Okres Třeboň wurde Hamr 1948 Teil des Okres Soběslav. Der Okres Soběslav wurde 1961 wieder aufgelöst und Hamr dem Okres Tábor zugeordnet; zugleich erfolgte die Eingemeindung nach Val. Am 1. Januar 1989 wurde Val mit Hamr nach Veselí nad Lužnicí eingemeindet. Nach einem Referendum lösten sich Val und Hamr zum 24. November 1990 wieder los und bilden seither wieder eine eigene Gemeinde. Im Jahre 1991 lebten in Hamr 42 Personen, beim Zensus von 2001 wurden 40 Wohnhäuser und 72 Einwohner gezählt.

## Sehenswürdigkeiten
- Pfarrkirche der hl. Dreifaltigkeit, sie entstand 1581 und wurde 1724 zur Pfarrkirche erhoben. Der einschiffige Renaissancebau mit Glockentürmchen besitzt noch seinen ursprünglichen Sgraffitoputz und ist als Kulturdenkmal geschützt
- Pfarrhaus, erbaut 1724, es ist ebenfalls als Denkmal geschützt
- Burg Hammer, es entstand in der zweiten Hälfte des 16. Jahrhunderts für Albrecht Valovský von Úsuší aus der gotischen Feste Ostrov und diente bis 1728 als Sitz der Herrschaft Hammer und Wall
- Kapelle des hl. Antonius von Padua am nordwestlichen Ortsausgang an der Nežárka, sie entstand im 17. Jahrhundert an einer Quelle und wurde in der ersten Hälfte des 18. Jahrhunderts vergrößert